# Julia Feininger
Julia Feininger, auch Julie Feininger, geborene Lilienfeld, geschiedene Berg (geboren 23. November 1880 in Berlin; gestorben  am 7. August 1970 in Syosset, New York) war eine deutsch-amerikanische Künstlerin, Schülerin am Bauhaus und Publizistin. Julia Feininger war die zweite Ehefrau des deutsch-amerikanischen Malers Lyonel Feininger und Mutter der Fotografen Andreas Feininger und Theodore Lux Feininger sowie des Musikwissenschaftlers Laurence Feininger. 1937 emigrierten Julia und Lyonel Feininger in die Vereinigten Staaten und lebten und arbeiteten in New York.

## Leben und Werk
Julia Lilienfeld war die einzige Tochter des Kaufmanns Bernhard Lilienfeld und der Jeanette Zuntz, die Eltern waren konvertierte Juden, Jeanette Zuntz stammte aus der Kaffeehändlerfamilie Zuntz. Julia Lilienfeld begann ihre künstlerische Ausbildung 1900 im Verein der Künstlerinnen und Kunstfreundinnen zu Berlin. 1903 heiratete sie den Arzt Walter Berg. Um ihre Maltechnik zu perfektionieren, begann sie 1905 an der Großherzoglich-Sächsischen Kunstschule in Weimar mit dem Studium der grafischen Techniken. Im Juli 1905 lernte sie während eines Ostsee-Urlaubs den Karikaturisten Lyonel Feininger, der zu diesem Zeitpunkt mit Clara Fürst verheiratet war, kennen. Nach dem Urlaub trennten sich Lyonel Feininger und Julia Berg von ihren Ehepartnern und ließen sich scheiden. Während Julia Berg in Weimar ihr Studium fortsetzte, besuchte sie Feininger im Februar 1906 und fertigte zahlreiche Naturskizzen in der Umgebung von Weimar an, die später maßgeblich sein künstlerisches Werk bestimmen sollten. Julia Berg ermutigte Feininger, seine Karriere als Karikaturist aufzugeben und sich druckgrafischen Techniken zuzuwenden. Im Jahr 1907 entstanden die ersten Gemälde Feiningers.
Mit Feininger reiste sie im Juli 1906 nach Paris, wo sie beide in der Zeitschrift Le Témoin Zeichnungen publizierten. Ende Dezember 1906 wurde in Paris ihr Sohn Andreas geboren. Im Folgejahr wurden in der Zeitschrift Das Schnauferl  neben Feiningers Zeichnungen auch Werke von Julia Berg veröffentlicht. Im Jahr 1908 zog die Familie nach Berlin und das Paar heiratete am 25. September 1908 in London. Die Söhne Laurence und Theodore Lux wurden 1909 und 1910 geboren. Im April 1912 nahm Julia Feininger mit einigen Werken an der Ausstellung moderner geschnittener Silhouetten im Hohenzollern-Kunstgewerbehaus in Berlin teil.
Nach der Berufung von Lyonel Feininger durch Walter Gropius als erster Meister an das Bauhaus, siedelte die Familie 1919 nach Weimar über. Ab dem 30. März 1920 (rückwirkend ab 1. Oktober 1919) war Julie [sic] Feininger als Vollstudentin am Staatlichen Bauhaus in der Klasse ihres Mannes eingeschrieben. Im Jahr 1922 porträtierte der Maler Otto Dix die Künstlerin. An der Bühnenwerkstatt des Bauhauses schuf Julie Feininger u. a. Puppen, wie 1925 für das Märchen aus dem Morgenland. Die sieben Puppen wurden dem Bauhaus-Museum Weimar von Theodore Lux Feininger geschenkt und sind seit 2019 Bestandteil der neu konzipierten Dauerausstellung im Bauhaus-Museum.
Nach der Schließung des Bauhauses in Weimar zogen Julia und Lyonel Feininger mit ihren Kindern am 30. Juli 1926 nach Dessau. 1927 nahm Julia Feininger die amerikanische Staatsbürgerschaft an. In Dessau freundeten sich Julia und Lyonel Feiniger mit dem Juristen und Bauhäusler Hermann Klumpp an. Nach der Schließung des Bauhauses in Dessau zog das Ehepaar Feininger im Frühjahr 1933 zunächst zu Freunden nach Berlin. Ab 1934 wohnten Julia und Lyonel Feininger in Berlin-Siemensstadt. Im Mai 1936 begleitete Julia ihren Mann auf einer Reise nach Amerika, wo er einen Sommerkurs am Mills College abhielt. Ende 1936 kehrten sie über Stockholm und Hamburg wieder nach Berlin zurück.
Aufgrund ihrer jüdischen Religionszugehörigkeit sah sich Julia Feininger mit ihrem Mann am 11. Juni 1937 gezwungen, aus dem nationalsozialistischen Deutschland zu emigrieren. Sie reisten mit dem Ozeandampfer Manhattan nach New York.  Das Ehepaar vertraute Hermann Klumpp vor ihrer Flucht einen Großteil der Gemälde Lyonel Feiningers an. Julia Feininger hatte gemeinsam mit Klumpp und dem Fotografen Artur Seeliger kurz vor der Beschlagnahme der Bilder, die in Moritzburg eingelagert waren, am 21. Oktober 1935 illegal nach Quedlinburg transportiert. Im Gegensatz zu den kurze Zeit später von den Nationalsozialisten als „Entartete Kunst“ diffamierten Werke Feiningers, konnten diese Gemälde von Lyonel Feininger gerettet werden.
In New York arbeitete Feininger als freier Maler. Julie Feininger publizierte in New York gemeinsam mit ihrem Mann, u. a. Monografien über Paul Klee, Wassily Kandinsky und Mark Tobey. Nach dem Tod von Lyonel Feininger fertigte sie für verschiedene Publikationen die Werkverzeichnisse der Gemälde ihres Mannes an und beteiligte sich an den Konzeptionen von verschiedenen Ausstellungen.
Bis zu ihrem Tod lebte und arbeitete sie in New York. Am 7. August 1970 starb Julie Feininger nach langer Krankheit im Syosset Hospital. Sie wurde neben ihrem Mann auf dem Mount Hope Cemetery in Hastings-on-Hudson (Westchester County, New York) bestattet.

## Rezeption
Im Jahr 2019 widmete die Lyonel Feininger-Galerie in Quedlinburg die Sonderausstellung Die Feiningers. Ein Familienbild am Bauhaus der künstlerischen Entwicklung der Familie Feininger. Ein Part der Ausstellung nimmt dabei die Darstellung des Einflusses von Julia Berg / Feininger auf die künstlerische Entwicklung von Lyonel Feninger ein. Zahlreiche Kunstwerke, u. a. Zeichnungen, Collagen und einige Ölgemälde Julia Feiningers wurden den zeitgleich entstandenen Gemälden Lyonel Feiningers gegenübergestellt.